# 용서는 없다
"용서는 없다"는 2010년 1월 7일에 개봉한 대한민국의 스릴러 영화이다. 대한민국 최고의 부검 전문의(설경구)와 치밀함과 잔인함을 동시에 갖춘 살인범(류승범)과의 피할 수 없는 대결을 그리고 있다.

## 줄거리
과학수사대 최고의 실력파 부검의 강민호 교수(설경구). 유일한 가족인 딸과 함께 더 많은 시간을 보내기 위해 일을 정리하던 그는 마지막 사건을 의뢰 받는다. 바로 금강에서 발견된 토막살해사건. 여섯 조각난 아름다운 여성의 시체, 한쪽 팔마저 사라진 전대미문의 사건이다. 뛰어난 추리력과 행동력을 지닌 열혈 여형사 민서영(한혜진)의 추리로 용의자는 이성호(류승범)로 압축된다. 이성호는 친환경생태농업을 전파하며 검소하게 살아가고 있는 환경운동가로 지역 주민들의 존경을 한 몸에 받고 있는 인물이다. 형사들에 의해 순순히 경찰서로 끌려온 이성호는 새만금 간척 사업을 반대하기 위한 퍼포먼스로 살인을 저질렀다고 당당하게 진술한다. 이성호의 자백으로 수사는 급물살을 타는 듯 싶지만, 번번이 예상을 빗나가는 증거들로 수사팀은 사건 해결에 애를 먹는다. 민서영과 강력반 형사들이 결정적인 증거를 찾아 동분서주하는 가운데, 강민호의 딸이 사라지는 사건이 발생한다. 딸의 실종에 이성호가 관계되어 있음을 알게 된 강민호는 그를 찾아가고, 이성호는 자신이 시체에 남긴 단서와 비밀을 알아낸다면 딸을 살려줄 수 있다며 위험한 거래를 제안한다. 딸의 목숨을 구하기 위해 시체에 남겨진 단서를 추적해야 하는 부검의와 연쇄 살인을 예고하는 비밀을 간직한 살인마의 피할 수 없는 대결이 시작된다.

## 캐스팅
- 설경구 - 부검 전문의, 강민호 역
- 류승범 - 이성호 역
- 한혜진 - 신참 형사, 민서영 역
- 성지루 - 고참 형사, 윤종강 역
- 남경읍 - 오 반장 역
- 박상욱 - 박평식 역
- 이정헌 - 분석관 역
- 이정우 - 민병도 역
- 정시연 - 아리 역
- 조수정 - 오은아 역
- 김여린 - 강혜원 역
- 주석태 - 민서영 선배 역
- 김원배 - 과거 판사 역
- 김종수 - 과거 변호사 역
- 정형석 - 동료 교수 역
- 강승완 - 기자 1 역
- 주상욱 - 이성호 변호사 역 (특별출연)
- 김정학 - 박 검사 역 (특별출연)
- 김혁 - 프롤로그 남학생 역 (특별출연)
- 채윤서 - 프롤로그 여학생 역 (특별출연)

## OST
현재 공개된 OST는 에픽하이의 6집 앨범 수록곡인 "Slow motion"이다. 현재 "Slow motion"으로 용서는 없다 뮤직비디오로 제작되어 공개됐다. 그리고 에픽하이 자체 레이블인 맵더소울에서 에픽하이의 타블로는 뮤직비디오로 공개된 Slow motion과 에픽하이 6집 수록곡 Heaven, Oceans. Sand. Tree가 OST로 삽입되었다고 밝혔다.

## 수상 정보
- 2011년 제33회 황금촬영상 시상식 : 촬영상 - 은상 (김우형)
- 2010년 제18회 이천 춘사대상영화제 : 남우주연상 (설경구)